# Paedarium punctipennis
Paedarium punctipennis là một loài ruồi trong họ Tachinidae.